# Lissanthe
Lissanthe es un género con 25 especies de plantas fanerógamas perteneciente a la familia Ericaceae.

## Taxonomía
El género  fue descrito por Robert Brown y publicado en Prodromus Florae Novae Hollandiae 540. 1810. La especie tipo no ha sido designada. 

## Especies seleccionadas
- Lissanthe acerosa Spreng.
- Lissanthe brevistyla A.R.Bean
- Lissanthe ciliata R.Br.
- Lissanthe cunninghamii DC.
- Lissanthe daphnoides R.Br.
- Lissanthe depressa F.Muell.
- Lissanthe divaricata Hook.f.